# 마크로스FB7 극장판: 은하유혼
마크로스FB7 극장판: 은하유혼(マクロスFB7 銀河流魂 オレノウタヲキケ!)은 일본에서 제작된 아미노 테츠로 감독의 2012년 애니메이션 영화이다. 코니시 카츠유키 등이 주연으로 출연하였다.

## 출연

### 주연
- 코니시 카츠유키
- 미야케 켄타
- 엔도 아야